# Lupettiana spinosa
Lupettiana spinosa là một loài nhện trong họ Anyphaenidae.
Loài này thuộc chi Lupettiana. Lupettiana spinosa được Elizabeth Bangs Bryant miêu tả năm 1948.